# Menhir d'Orasice
Le menhir d'Orasice, connu également sous le nom de « pierre Celtique » (en tchèque : Keltský kámen), est un petit menhir situé à Orasice, dans la commune de Počedělice, en République tchèque.

## Situation
Le menhir se situe à une centaine de mètres au nord-nord-est du village d'Orasice (cs), à environ deux kilomètres au nord-nord-est de Počedělice ; il se trouve dans une petite zone boisée située à proximité d'un champ, non loin de l'Ohře.

## Description
La pierre, composée de grès, se dresse au pied d'un arbre ; elle mesure environ 80 cm de hauteur et son poids estimé est de 200 kg.